# Alen Borošak
Alen Borošak (* 6. November 1987) ist ein slowenischer Fußballschiedsrichter.
Borošak kommt aus Spodnji Duplek in der Gemeinde Duplek. Er leitet auf nationaler Ebene Spiele in der slowenischen Slovenska Nogometna Liga, in der er bislang über 90 Einsätze hatte, und im slowenischen Fußballpokal.
Seit 2023 steht Borošak als Videoschiedsrichter (VAR) auf der Liste der FIFA-Schiedsrichter. Als Hauptschiedsrichter ist er international nicht im Einsatz.
Im April 2025 wurde Borošak als Videoschiedsrichter für die Europameisterschaft der Frauen 2025 in der Schweiz nominiert.